# Sîmonivka (Velîki Vilmî), Sumî
Sîmonivka (în ucraineană Симонівка) este un sat în comuna Velîki Vilmî din raionul Sumî, regiunea Sumî, Ucraina.

## Demografie
Componența lingvistică a localității Sîmonivka
     Ucraineană (97,97%)
     Rusă (2,03%)
Conform recensământului din 2001, majoritatea populației localității Sîmonivka era vorbitoare de ucraineană (97,97%), existând în minoritate și vorbitori de rusă (2,03%).